# Sorg (Weidenberg)
Sorg ([zɔʁk] ) ist ein Gemeindeteil des Markts Weidenberg im Landkreis Bayreuth (Oberfranken, Bayern). Sorg liegt in der Gemarkung Neunkirchen am Main.

## Geografie
Die Einöde liegt am Fuße des Schlehenbergs (524 m ü. NHN, 0,8 km südwestlich). Ein Anliegerweg führt die Bundesstraße 22 unterquerend nach Neunkirchen am Main (0,5 km nördlich).

## Geschichte
Gegen Ende des 18. Jahrhunderts bestand Sorg aus einem Anwesen. Die Hochgerichtsbarkeit stand dem bayreuthischen Stadtvogteiamt Bayreuth zu. Die Grundherrschaft über das Haus hatte das Amt Unternschreez.
Von 1797 bis 1810 unterstand der Ort dem Justiz- und Kammeramt Bayreuth. Mit dem Gemeindeedikt wurde Sorg dem 1812 gebildeten Steuerdistrikt Neunkirchen am Main und der zugleich gebildeten Ruralgemeinde Neunkirchen am Main zugewiesen. Am 1. Januar 1978 wurde Sorg im Zuge der Gebietsreform in Bayern nach Weidenberg eingemeindet.

### Einwohnerentwicklung
| Jahr      | 001819 | 001822 | 001861 | 001871 | 001885 | 001900 | 001925 | 001950 | 001961 | 001970 | 001987 |
| Einwohner | *      | 5      | 6      | 5      | 7      | 6      | 5      | 8      | 3      | 5      | 0      |
| Häuser    |        | 1      |        |        | 1      | 1      | 1      | 1      | 1      |        | 1      |
| Quelle    | [ 9 ]  | [ 6 ]  | [ 10 ] | [ 11 ] | [ 12 ] | [ 13 ] | [ 14 ] | [ 15 ] | [ 16 ] | [ 17 ] | [ 1 ]  |

## Religion
Sorg ist evangelisch-lutherisch geprägt und nach St. Laurentius (Neunkirchen am Main) gepfarrt.